# HMS Ramillies (07)
O HMS Ramillies foi um couraçado operado pela Marinha Real Britânica e a quinta e última embarcação da Classe Revenge, depois do HMS Revenge e HMS Royal Sovereign, HMS Royal Oak e HMS Resolution. Sua construção começou em setembro de 1913 nos estaleiros da William Beardmore and Company e foi lançado ao mar em setembro de 1916, sendo comissionado na frota britânica em setembro do ano seguinte. Era armado com uma bateria principal composta por oito canhões de 381 milímetros montados em quatro torres de artilharia duplas, possuía deslocamento carregado de mais de 31 mil toneladas e conseguia alcançar uma velocidade máxima de pouco mais de 21 nós.
O Ramillies entrou em serviço no meio da Primeira Guerra Mundial, porém nunca chegou a entrar em combate. Pelas décadas de 1920 e 1930 ele alternou entra a Frota do Atlântico e a Frota do Mediterrâneo, também servindo no Mar Negro em resposta à Guerra Greco-Turca. O navio teve um envolvimento limitado na intervenção Aliada na Guerra Civil Russa. O Ramillies foi designado para funções de escolta de comboios no Oceano Atlântico quando a Segunda Guerra Mundial começou, sendo transferido em maio de 1940 para o Mar Mediterrâneo em preparação para a entrada da Itália. Ele bombardeou portos italianos em junho, escoltou comboios e deu suporte na Batalha de Tarento.
O couraçado em seguida retornou para deveres de escolta no Atlântico, onde permaneceu até o final de 1941, quando foi transferido para atuar como a capitânia da Frota Oriental, no Oceano Índico. Ele participou da invasão de Madagascar em maio de 1942, quando foi torpedeado e seriamente danificado por um minissubmarino japonês. O Ramillies passou por reparos e foi colocado para funções de bombardeio de litoral, incluindo durante os Desembarques da Normandia em junho de 1944 e na invasão do sul da França dois meses depois. A embarcação foi tirada do serviço em janeiro de 1945 e convertido em um alojamento flutuante em Portsmouth, sendo enviado para desmontagem em 1948.